# Concordia (Argentina)
Concordia je město na severovýchodě Argentiny v provincii Entre Ríos. Leží na pravém břehu řeky Uruguay naproti uruguayskému městu Salto. Je vzdáleno přibližně 430 kilometrů od hlavního města Argentiny Buenos Aires. Při sčítání lidu v roce 2010 mělo město 149 450 obyvatel. Město bylo založeno v roce 1831.